# Малько Юрій Феодосійович
Юрій Феодосійович Малько (29 жовтня 1946, Київ, Українська РСР, СРСР) — український дипломат.

## Біографія
Народився 29 жовтня 1946 року в Києві. Закінчив Київський державний університет ім. Т. Г. Шевченка (1971), факультет романо-германської філології та у 1977 економічний факультет.
З 1971 по 1974 — військовий перекладач в Алжирі.
З 1974 по 1975 — старший методист підготовчого факультету Київського державного університету ім. Т. Г. Шевченка
З 1975 по 1979 — старший консультант, виконувач обов'язків начальника відділу Торгово-Промислової палати УРСР.
З 1979 по 1982 — аташе, 3-й, 2-й секретар відділу міжнародних економічних організацій МЗС УРСР.
З 1982 по 1986 — 2-й секретар Постійного Представництва УРСР при відділенні ООН та інших Міжнародних організацій у Женеві.
З 1986 по 1992 — 1-й секретар відділу міжнародного економічного співробітництва МЗС України.
З 1992 по 1993 — головний консультант Служби Президента України з міжнародних питань.
З 1993 по 1996 — радник- посланець Посольства України в Королівстві Бельгія.
З 1996 по 1997 — начальник Управління міжнародного економічного і науково-технічного співробітництва МЗС України.
З 1997 по 2000 — заступник керівника апарату Ради національної безпеки та оборони України.
З 08.2000 по 02.2004 — Надзвичайний та Повноважний Посол України в Марокко.
З 04.2002 по 02.2004 — Надзвичайний та Повноважний Посол України в Мавританії за сумісництвом.
З 2004 по 2005 — заступник керівника апарату Ради національної безпеки та оборони України.
З 19.12.2005 по 14.04.2008 — Надзвичайний та Повноважний Посол України в Румунії.
З 07.05.2008 по 12.05.2010 — Надзвичайний та Повноважний Посол України в Йорданському Хашимітському Королівстві.